# Aen (trigramme)
Cette page contient des caractères spéciaux ou non latins. S’ils s’affichent mal (▯, ?, etc.), consultez la page d’aide Unicode.
Pour les articles homonymes, voir AEN.
Aen (minuscule aen) est un trigramme de l'alphabet latin composé d'un A, d'un E et d'un N.

## Linguistique
- En français, le trigramme ‹ aen › représente le son [ɑ̃] (exemple : Caen).

## Représentation informatique
Il n'existe aucun encodage de ‹ aen › sous la forme d'un seul signe. Il est toujours réalisé en accolant un A, un E et un N.